# Myrceugenia hatschbachii
Myrceugenia hatschbachii är en myrtenväxtart som beskrevs av Leslie Roger Landrum. Myrceugenia hatschbachii ingår i släktet Myrceugenia och familjen myrtenväxter. Inga underarter finns listade i Catalogue of Life.